# Ugo Fasano
Ugo Fasano (* 4. Juli 1917 in Neapel; † 11. Februar 2002 in Rom) war ein italienischer Dokumentarfilmer.

## Leben
Fasano studierte, nach gelegentlichen Auftritten als Jugendlicher zu Beginn der 1930er Jahre, Theaterregie an der Accademia Nazionale d'Arte Drammatica Silvio D'Amico, inszenierte auch einige Zeit Stücke wie Processo a Pulcinella mit diversen Theatergruppen, wandte sich aber ab 1948 dem Dokumentarfilm zu und schuf bis Mitte der 1970er Jahre zahlreiche Werke. 1946 hatte er als Koregisseur des Filmes O.K. John einen einmaligen Ausflug in den Spielfilmbereich gemacht.
Gelegentlich, vor allem nach Ende seiner Zeit als Dokumentarist, kehrte Fasano zur Theaterregie zurück.

## Filmografie (Auswahl)
- 1946: O.K. John (Spielfilm, Ko-Regie)
- 1948: Camminare con gli altri
- 1974: Napoli città antica